# Johann Stever
Johann Joachim Stever (1889-1945?) fue un oficial alemán en la rama del Heer de la Wehrmacht durante la Segunda Guerra Mundial que también sirvió en el ejército del Imperio alemán durante la Primera Guerra Mundial. Durante la Segunda Guerra Mundial comandó la 4.ª División Panzer durante un periodo en 1940. Después comandó la 336.ª División de Infantería y después fue comandante militar de zona en la Rusia ocupada. Promovido a Generalleutnant en 1941, se retiró del servicio activo en 1944. Cayó cautivo de los soviéticos a medida que estos avanzaron a través de Alemania en 1945 y, no siendo visto desde entonces, se cree que murió poco después.

## Biografía
Stever nació en Berlín en 1889 y se hizo voluntario del ejército prusiano en 1908 como Fahnen-junker (oficial cadete). Después de la Primera Guerra Mundial, sirvió en el Reichswehr (Defensa Imperial) y para 1938, había alcanzado la posición de jefe de Estado Mayor del XV Cuerpo Motorizado de la Wehrmacht. En abril de 1914, ahora como Generalmajor se le dio el mando de la 4.ª División Panzer y la condujo en la invasión de los Países Bajos al mes siguiente. Después fue desplazado a Francia y estuvo involucrado en la lucha en torno a Dunkerque y después en el oeste del país. Fue reemplazado como comandante divisional a finales de julio, después de completar la campaña francesa.
En diciembre de 1940, Stever fue designado comandante de la 336.ª División de Infantería, que era parte de una serie de divisiones estáticas construidas para dar servicio en los países ocupados de Europa Occidental. La 336.ª fue pronto enviada a Europa Occidental, primeramente a Bélgica durante un mes en mayo de 1941, después a Le Havre en Francia. En abril de 1942, fue posicionada en Bretaña, pero para entonces Stever había abandonado la división por problemas de salud. Había sido promovido a Generalleutnant durante el junio previo.
A mediados de 1942, tras un periodo de recuperación, Stever fue emplazado en un sector de la Rusia ocupada como comandante del Oberfeldkommandantur 399 (mando de zona militar). Sin embargo, para 1943, por problemas de salud, retornó a Alemania y se retiró del servicio activo al año siguiente. Cuando los soviéticos avanzaron en Alemania en 1945, cayó bajo su custodia y se cree que murió poco después ya que no se le volvió a ver con vida.